# 第6地対艦ミサイル連隊
第6地対艦ミサイル連隊（だいろくちたいかんミサイルれんたい、JGSDF 6th Surface-to-Ship Missile Regiment:6SSMR）は、陸上自衛隊宇都宮駐屯地（栃木県 宇都宮市）に駐屯していた東部方面隊隷下の野戦特科部隊（地対艦ミサイル連隊）で2011年（平成23年）4月21日に廃止された。

## 沿革
- 2000年（平成12年）3月28日：第12特科連隊内に編成準備隊が編成される。

第6地対艦ミサイル連隊
- 2001年（平成13年）3月27日：第12特科隊に縮小された旧第12特科連隊の隊員を主力に東部方面隊直轄部隊として編成完結。宇都宮駐屯地司令職務担任部隊に指定。
- 2002年（平成14年）3月27日：東部方面隊の後方支援体制変換に伴い、直接支援隊を廃止し、整備部門を東部方面後方支援隊第301特科直接支援中隊へ移管。
- 2011年（平成23年）4月21日：自衛隊旗（連隊旗）を返還し廃止、駐屯地司令職務を第12特科隊へ移管。所属隊員は若手を中心に普通科への職種変換（第1師団3個普通科連隊および東部方面混成団第31普通科連隊重迫撃砲中隊への転属）や、宇都宮駐屯地に所在する各部隊（主に中央即応連隊）へ分散配置換え。

## 廃止時の部隊編成
- 第6地対艦ミサイル連隊本部
- 本部管理中隊「6地対艦-本」
- 第1射撃中隊「6地対艦-1」
- 第2射撃中隊「6地対艦-2」
- 第3射撃中隊「6地対艦-3」
- 第4射撃中隊「6地対艦-4」

## 整備支援部隊
- 第6地対艦ミサイル連隊直接支援隊「6地対艦-直支」（宇都宮駐屯地）：2001年（平成13年）3月27日から2002年（平成14年）3月26日の間。
- 東部方面後方支援隊第301特科直接支援中隊「301特直支」（宇都宮駐屯地）：2002年（平成14年）3月27日から2011年（平成23年）4月21日の間。

## 歴代の連隊長
| 代 | 氏名     | 在職期間                        | 前職                                  | 後職                             |
| -- | -------- | ------------------------------- | ------------------------------------- | -------------------------------- |
| 01 | 吉田則之 | 2001年03月27日 - 2003年07月31日 | 陸上自衛隊富士学校特科部 訓練評価室長 | 自衛隊秋田地方連絡部長           |
| 02 | 佐藤次郎 | 2003年08月01日 - 2005年12月04日 | 第3師団司令部第3部長                  | 自衛隊帯広地方連絡部長           |
| 03 | 三宅優   | 2005年12月05日 - 2008年07月31日 | 陸上幕僚監部人事部募集課 総括班長     | 第12旅団司令部幕僚長             |
| 末 | 辻本正彦 | 2008年08月01日 - 2011年04月21日 | 中央即応集団司令部情報部長            | 陸上自衛隊富士学校特科部教育課長 |

## 主要装備
- 88式地対艦誘導弾システム
- 1/2tトラック / 73式小型トラック
- 1 1/2tトラック / 73式中型トラック
- 3 1/2tトラック / 73式大型トラック
- 64式7.62mm小銃